# Myanmar op de Olympische Zomerspelen 2024
Myanmar nam deel aan de Olympische Zomerspelen 2024 in Parijs.

## Aantal deelnemers
Hieronder volgt een overzicht van de atleten die zich reeds gekwalificeerd hebben voor de Olympische Zomerspelen van 2024.
| Sport     | Mannen | Vrouwen | Totaal |
| --------- | ------ | ------- | ------ |
| Badminton | 0      | 1       | 1      |
| Zwemmen   | 1      | 0       | 1      |
| totaal    | 1      | 1       | 2      |

## Deelnemers en resultaten

### Badminton
Vrouwen
| atleet           | onderdeel | groepsfase           | groepsfase               | groepsfase           | groepsfase | eliminatie           | kwartfinale          | halve finale         | finale / BM          | finale / BM    |
| atleet           | onderdeel | tegenstander uitslag | tegenstander uitslag     | tegenstander uitslag | rang       | tegenstander uitslag | tegenstander uitslag | tegenstander uitslag | tegenstander uitslag | rang           |
| ---------------- | --------- | -------------------- | ------------------------ | -------------------- | ---------- | -------------------- | -------------------- | -------------------- | -------------------- | -------------- |
| Thet Htar Thuzar | enkelspel | Li V 16-21, 23-25    | Yamaguchi V 12-21, 10-21 | n.v.t.               | 3          | niet geplaatst       | niet geplaatst       | niet geplaatst       | niet geplaatst       | niet geplaatst |

### Zwemmen
Mannen
| Atleet         | Onderdeel        | Series | Series | Halve finale   | Halve finale   | Finale         | Finale         |
| Atleet         | Onderdeel        | Tijd   | Rang   | Tijd           | Rang           | Tijd           | Rang           |
| -------------- | ---------------- | ------ | ------ | -------------- | -------------- | -------------- | -------------- |
| Phone Pyae Han | 100 m vrije slag | 55,56  | 73     | Niet geplaatst | Niet geplaatst | Niet geplaatst | Niet geplaatst |